# 勾配法
勾配法（こうばいほう、英: gradient method）は、最適化問題において、関数の勾配に関する情報を解の探索に用いるアルゴリズムの総称。
以下の手法が勾配法に含まれる。
- 最急降下法
- 確率的勾配降下法
- 座標降下法
- フランク・ウルフのアルゴリズム
- ランドウェバー法（英語版）
- ランダム座標降下法（英語版）
- 共役勾配法
- 共役勾配法の導出（英語版）
- 非線形共役勾配法
- 双共役勾配法（英語版）
- 安定化双共役勾配法（英語版）